# Bloodshot (film)
A Bloodshot 2020-ban bemutatott amerikai szuperhősfilm, amely az azonos nevű Valiant Comics szereplőn alapul. Jeff Wadlow és Eric Heisserer forgatókönyve alapján az elsőfilmes David S. F. Wilson rendezte. A főszereplők Vin Diesel, mint Raymond Garrison / Bloodshot, továbbá Eiza González, Sam Heughan, Toby Kebbell és Guy Pearce.
Az Amerikai Egyesült Államokban 2020. március 13-án mutatták be. Magyarországon egy nappal korábban, március 12-én jelent meg szinkronizálva az InterCom Zrt. forgalmazásában.
A koronavírus világjárványra való tekintettel ez az egyik olyan film, amelyet digitálisan kiadtak Magyarországon, illetve más területeken HD és más formátumokban, 2020. március 27-én.

## Cselekmény
Ray Garrison katona kockázatos túszmentési akcióban vesz részt Mombasában. Az akció után visszatér Gina nevű feleségéhez. Azonban másnap reggel a lakhelyén fegyveresek támadják meg, elkábítják és elrabolják. Elrablója a mombasai akció ötletadójának neve után érdeklődik, azonban Ray nem tudja, ki volt az. A nyomaték kedvéért a feleségét is odahozzák, rövid vallatás után megölik, majd Rayt fejbelövik és meghal.
A halála után kap egy újabb esélyt, bár az emlékezetét elvesztette (még a saját nevére sem emlékszik): egy új technológiának köszönhetően a véráramába juttatott, „nanitok”-nak nevezett nanorobotok segítségével visszatér az élők sorába, sőt, erejét, gyorsaságát és regeneráló képességét megsokszorozta egy titokzatos tudós, akinek célja egy szinte elpusztíthatatlan szuperkatona kifejlesztése. Ray mellett három másik, kevésbé fejlett technikájú volt katona is részt vesz a projektben, egyikük például elvesztette mindkét lábát egy robbanásban, a másik megvakult, a harmadiknak (egy KT nevű nő) egy vegyi támadásban megsérült a tüdeje, de mindegyiknek kiválóan működik az ezeket helyettesítő protézise. Azonban mivel Ray hivatalosan „meghalt”, a testével nem ő rendelkezik, hanem az őt feltámasztó tudós, Dr. Emil Harting, az RST vállalat egyszemélyi vezetője, akiről később kiderül, hogy szeretné eladni a találmányát annak, aki a legtöbbet fizeti érte.
Raynek kezdenek visszatérni az emlékei, emlékszik rá, hogy volt egy felesége, akit megöltek, és saját gyilkosának arcára is emlékszik. Szuperképességei segítségével titkos adatbázisokba tud belépni, arcfelismerő rendszerrel megkeresteti és lokalizálja a gyilkosát, aki történetesen éppen Budapesten tartózkodik és egy autókonvojban utazik.
Ray a lánchídi alagútban egy lisztet szállító kamionnal feltartóztatja az öt autóból álló konvojt, amiben fegyveresek ülnek, köztük az az ember, akit a gyilkosának hisz. A férfi nagyon fél, és nála nincs fegyver. Ray sorban megöli a rá támadó fegyvereseket, akik hiábavaló módon lőnek bele, majd a férfit is a kocsiban, akit utolsónak hagy.
A sikeres akció után sorstársai a tököli régi repülőtér betonján várják egy géppel, hogy hazakísérjék. Ray újból arra a speciális műtőasztalra kerül, ahol először magához tért. Itt beindítanak egy energiafeltöltési folyamatot, aminek során az utolsó akció emlékei törlődnek.
Ekkor kiderül, hogy a mombasai akció emlékeit a tudós manipulálta, aminek a végső célja az volt, hogy a feleségét (látszólag) megölő személy arca a tudós által kiválasztott személy arca legyen. Róluk megtudjuk, hogy valamikor ugyanennél a vállalatnál dolgoztak és valamennyien tudósok, de valamiért otthagyták a céget és most konkurenciát jelentenek a tudós vállalkozásának, ezért döntött a likvidálásuk mellett.
Az egyik konkurens tudós megölése után annak házában valaki egy EMP „bombát” aktivizál (EMP – „elektromágneses pulzus”), ami nem csak Ray szervezetét üti ki, hanem az egész környéken megszűnik az áramszolgáltatás.
Ray a pincében tér magához, ahol egy zseniális programozóval találkozik, akit ott tartottak fogva, és alkalmaztak különféle feladatokra. Közös céljuk érdekében Ray azt kéri, elemezze ki a speciális nano-vérét, hogy képes legyen ő maga irányítani a szervezetét, ugyanis addig ezt távolról Dr. Harting bármikor meg tudta tenni.
Ray felkeresi Ginát, aki Londonban él, férje van, és két kicsi gyereke. Kiderül, hogy Ray emlékeivel ellentétben Gina nem halt meg, és a mombasai akció óta legalább öt év telt el. Ray ráébred, hogy Dr. Harting végig manipulálta, hogy végrehajtsa az ellenfelei megölését. További együttműködést ajánl Ray-nek, aki azonban ezt elutasítja, összecsapnak és a tudóst a saját lövedéke öli meg, közben Ray is meghal.
Ray egy lakókocsiban tér magához, ahol a programozó várja, a tengerparton pedig ott van KT, aki szintén segített a tudós legyőzésében.

## Szereplők
| Szerep                                            | Színész                     | Magyar hang      |
| ------------------------------------------------- | --------------------------- | ---------------- |
| Raymond "Ray" Garrison / Bloodshot                | Vin Diesel                  | Galambos Péter   |
| KT                                                | Eiza González               | Dobó Enikő       |
| Jimmy Dalton                                      | Sam Heughan                 | Zámbori Soma     |
| Martin Axe                                        | Toby Kebbell                | Lengyel Benjámin |
| Dr. Emil Harting, tudós, az RST vállalat vezetője | Guy Pearce                  | Kaszás Gergő     |
| Wilfred Wigans, programozó                        | Lamorne Morris              | Hamvas Dániel    |
| Gina DeCarlo, Ray felesége                        | Talulah Riley               | Zsigmond Tamara  |
| Tibbs                                             | Alex Hernandez              | Lovas Dániel     |
| Nick Baris                                        | Jóhannes Haukur Jóhannesson | Gémes Antos      |
| mombasai fegyveres                                | Tamer Burjaq                | Nagypál Gábor    |
| Eric, programozó dr. Hartingnál                   | Siddharth Dhananjay         | Kenéz Ágoston    |
| zsoldosvezér                                      | Charlie Bouguenon           | Bognár Tamás     |
| Gina kislánya                                     | Freyja Stern                | Fábián Maya      |

## A film készítése
2012 márciusában bejelentették, hogy a Columbia Pictures megszerezte a Bloodshot nevű Valiant Comics szereplő megfilmesítésének jogait és a film gyártója az Original Film és a Valiant Entertainment lesz. Jeff Wadlow-ot felvették a forgatókönyv megírására. 2015 áprilisában a Sony Pictures, az Original Film és a Valiant egy öt filmből megállapodást jelentettek be, melynek értelmében a Valiant Comics szuperhőseit, köztük Bloodshotot mozivászonra viszik. Chad Stahelskit és David Leitch-et felkérték a film rendezésére, Wadlow és Eric Heisserer forgatókönyvírókkal együttműködve. Stahelski és Leitch végül lemondott a projektről. 2017 márciusában Dave Wilsont szerződtették a film rendezésére. Adam Cozad forgatókönyvíró később kivette részét a forgatókönyv megírásából.
Magyarországi közreműködő volt a film készítésében a Mid Atlantic Film. A film készítését a Magyar Nemzeti Filmalap és a Nemzeti Filmiroda támogatta.

### Szereplőválogatás
2017 júliusában arról számoltak be, hogy Jared Letóval előzetes tárgyalások zajlanak Bloodshot megformálására. Egy 2018 márciusában tett bejelentés szerint azonban Vin Diesel lett a főszereplő. Májusra további szereplőket jelentettek be, többek között Sam Heughant, Michael Sheent és Eiza Gonzálezt. Ugyanezen év júniusában Talulah Rileyt és Alex Hernandezt is bevették a filmbe, a főszereplő Gina nevű feleségének, illetve egy tudóscsoport Tibbs nevű tagjának szerepére. Később Toby Kebbell és Jóhannes Haukur Jóhannesson negatív szereplőként került a stábtagok közé, előbbi egy Axe nevű szereplőt játszhatott el. 2018 augusztusában Lamorne Morrist felvették egy zseniális programozó szerepébe, akit Wilfred Wigansnak hívnak. Ugyanebben a hónapban arról számoltak be, hogy Guy Pearce-szel tárgyalásokat folytattak Sheen helyett, akinek ütemezési és családi problémák miatt ki kellett szállnia a készülő filmből.

### Forgatás
A film forgatása 2018. augusztus 6-án kezdődött a Dél-Afrikai Fokvárosban és Csehország fővárosában, Prágában. Ugyanebben a hónapban Magyarországon, Budapest néhány helyszínén is forgattak. A forgatási munkálatokat hivatalosan 2018. október 25-én fejezték be.

## Bemutató
A film első előzetesét 2019. október 21-én adták ki, Johnny Cash "Memories Are Made of This" című dalával aláfestve.
A Bloodshot 2020. március 13-án jelent meg a Sony Pictures Releases forgalmazásában, bár eredetileg február 21-én tervezték megjelentetni. Ugyanezen a napon jelent meg az Egyesült Királyságban és Írországban.

## Magyarul olvasható
- Gavin Smith: Bloodshot. A mozifilm hivatalos regényváltozata; ford. Szántai Zsolt; Delta Vision, Bp., 2020